# Rossiya (hôtel)
Pour les articles homonymes, voir Rossiya.
 (décembre 2018).

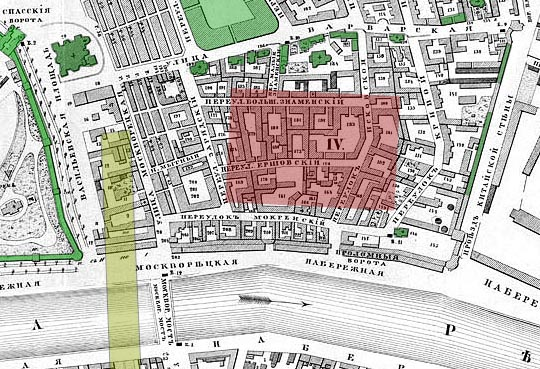
Plan du quartier avant la construction de l'hôtel, en rouge implantation de l'hôtel.

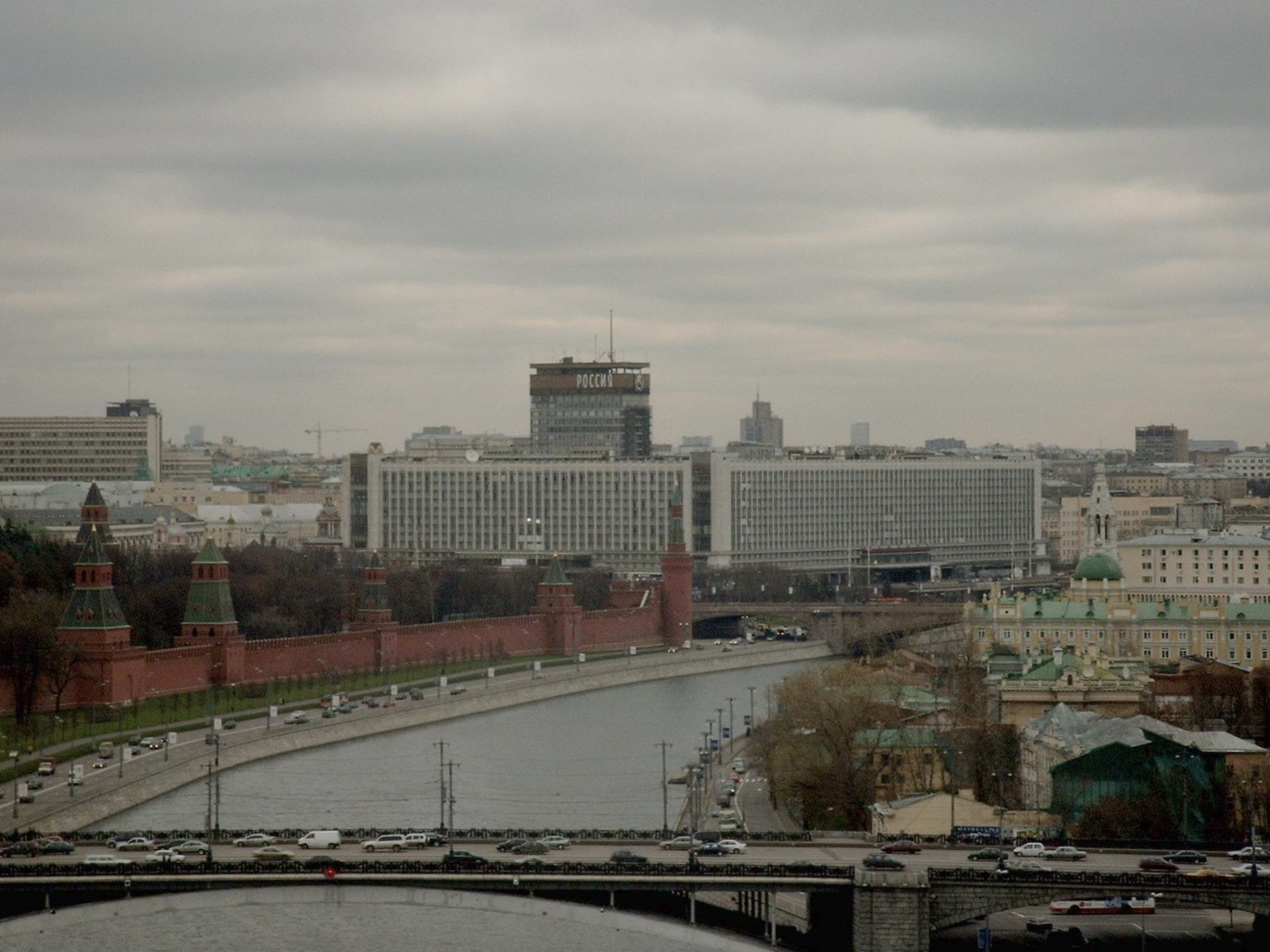
L'hôtel Rossia vu depuis le sud-est.

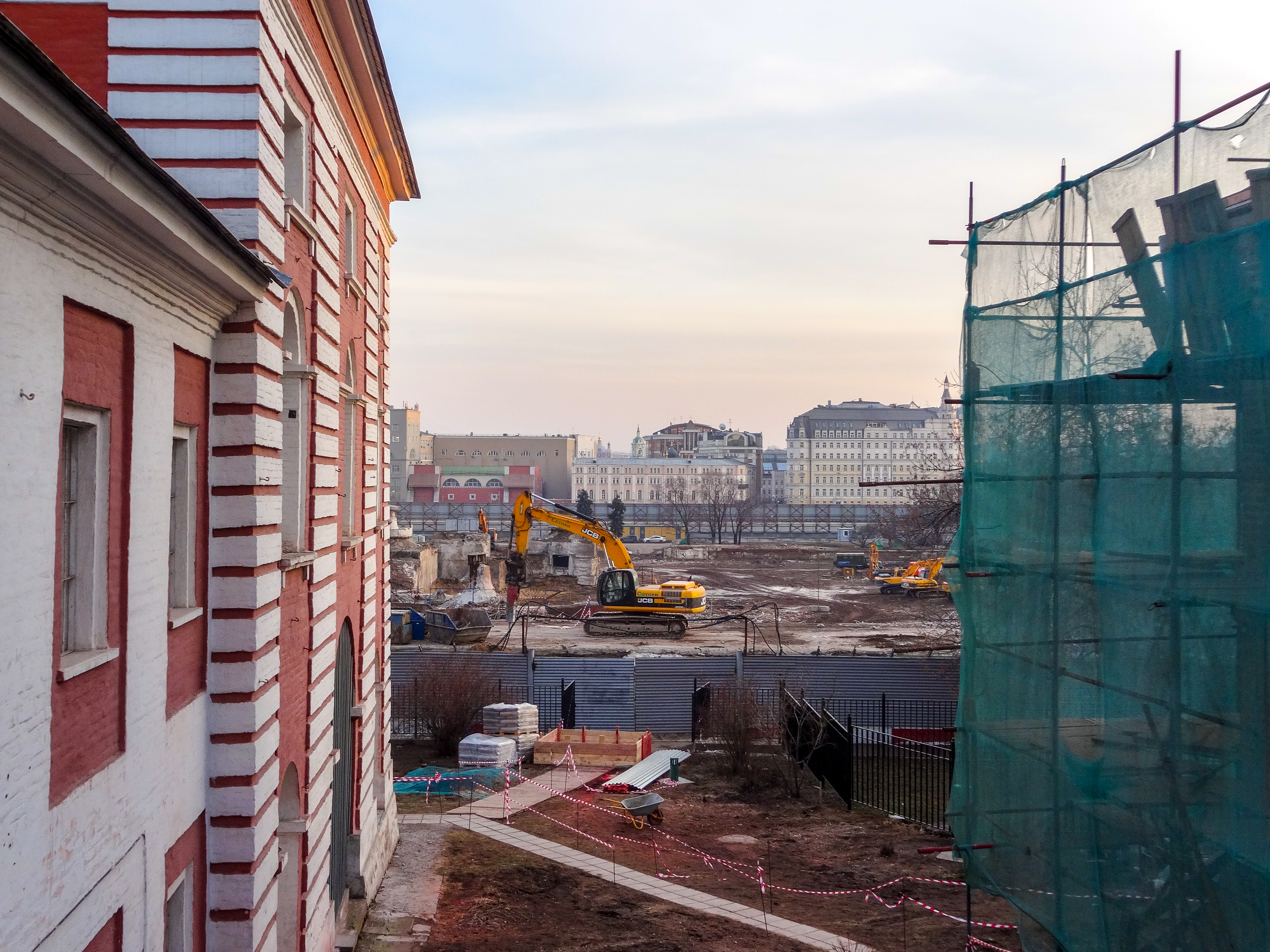
Démolition des vestiges de l'hôtel Rossiya avant la construction du parc Zaryadye (mars 2015).

Le Rossiya (Гостиница Россия, ou « hôtel Russie ») était le plus grand hôtel de Moscou, capitale de la Russie. Il était situé sur les rives de la Moskova à l'est de la place Rouge et du Kremlin. L'hôtel comptait 3 182 chambres et suites pouvant héberger 5 300 personnes. Inauguré en 1967, il a été fermé en 2007 puis rasé. Sur son emplacement a été créé en 2017 le parc Zariadié.

## Historique
Dans les années 1930 le quartier de Zariadié situé à faible distance de la Place Rouge et le long de la Moskova s'est dégradé. Le quartier est détruit en 1936-1937. Le concours Narkomtiajprom est organisé en 1934-1936 pour construire sur un emplacement comprenant une partie du quartier Zariadié ainsi qu'une partie de la place Rouge l'immeuble devant héberger le Commissariat du peuple à l'industrie lourde (NKTP). Le plan d'urbanisme de Moscou de 1935 qui remet en question l'organisation de la place Rouge proposé entraine l'abandon de ce projet. En 1940, un projet des architectes Vesnine est proposé pour accueillir le Conseil des commissaires du peuple mais ce projet est également arrêté à la suite de l'entrée en guerre de l'Union soviétique. En 1947, Zariadié est un des sites retenus pour accueillir l'Immeuble Zariadié qui est un des huit gratte-ciel que Joseph Staline veut faire construire pour le 800e anniversaire de la fondation de Moscou. Le bâtiment, de l'architecte Dmitri Tchetchouline, doit comprendre 32 étages et mesurer 275 mètres de haut. Le périmètre de la zone de construction est d'une superficie de 15 hectares. Les fondations du bâtiment sont achevées en 1953 mais l'année suivante le chantier est arrêté à la suite de la mort de Staline et de la décision du nouveau dirigeant Nikita Khrouchtchev d'orienter les investissements vers des ouvrages ayant plus d'impact sur le quotidien des Moscovites. 
Moscou souffre à l'époque d'une capacité hôtelière insuffisante. En 1956 les responsables du plan d'urbanisme de Moscou décident de faire construire un hôtel sur l'emplacement du terrain. Celui-ci doit comprendre plusieurs milliers de chambres et une grande salle de concert. Après consultation de spécialistes étrangers, un plan est figé et approuvé en 1960. Le projet comprend un bureau de poste, une salle de concert, un cinéma et différents services à la clientèle. La construction débute en 1963. Le directeur du projet aussi est l'architecte Dmitri Tchetchouline et le constructeur Vichnevski. L'hôtel est inauguré en 1967 et restera le plus grand hôtel du monde jusqu'au début des années 1990 (le MGM Grand Las Vegas est inauguré en 1993 avec 6 852 chambres). Le 25 février 1977, un incendie éclate simultanément dans plusieurs étages de l'aile nord et se propage dans la tour. L'incendie est violent et 3 000 m2 de surface sont dévastées par les flammes. Plus de 1 400 pompiers interviennent pour éteindre l'incendie qui fait 42 morts et une cinquantaine de blessés. L'enquête démontre que le feu a été déclenché par un fer à souder resté branché. 
Le début des années 1990 est marqué par d'importantes opérations immobilières liées à la chute du parti communiste et à l'introduction de l'économie de marché. Le maire de Moscou Iouri Loujkov décide en 1994 de remplacer l'hôtel, qui perd de l'argent, par un nouvel hôtel et un complexe de bureaux d'une superficie de 400 000 m2. Une dizaine de bâtiments de six étages sont prévus ainsi qu'un cinéma. L'hôtel a une capacité comprise entre 1 500 à 2 000). Un concours est organisé pour sélectionner un projet mais son résultat est contesté par l'un des perdants et le projet s'enlise dans une bataille juridique. L'hôtel Rossiya est démoli entre 2008 et 2010. Finalement en 2012 le premier ministre Vladimir Poutine propose de construire sur l'emplacement un parc de loisirs. À l'issue d'un concours, la réalisation du parc Zariadié qui comprend une nouvelle salle de concert symphonique est lancé en 2014 et il est inauguré en 2017.

## Caractéristiques de l'hôtel
L'architecture du Rossiya est typique de ce qui se rencontre à l'époque en URSS : très grande façade monotone, « nue sans volets ni balcons ni caisses à fleurs ». L'hôtel est constitué de quatre bâtiments formant un rectangle fermé de 250 par 150 mètres comportant douze étages. Une tour de vingt-trois étages domine la façade nord. L'hôtel comprend une salle de concert de 2 500 places et deux salles de cinéma de 1 500 places.
Un documentaire sur cet hôtel a été réalisé en 2008 par Anne Abitbol.